# Thai Lion Air
Thai Lion Air — тайская бюджетная авиакомпания, работающая в партнерстве с индонезийской авиакомпаний Lion Air. Перевозчик базируется в международном аэропорту Дон-Муанг в городе Бангкок. Обслуживает как внутренние, так и международные маршруты. Головной офис авиакомпании находится в районе Дон Муанг, Бангкок.

## История
Свой первый рейс авиакомпания Thai Lion Air совершила по маршруту Бангкок — Чиангмай 4 декабря 2013 года. 10 декабря 2013 года авиакомпания вместе с материнской компанией Lion Air заключила соглашение с Malindo Air об обслуживании международного авиарейса Бангкок — Куала-Лумпур. Авиакомпания стала первой в Таиланде, эксплуатирующей с 4 декабря 2013 года современные пассажирские самолеты типа Boeing 737-900ER.
В настоящее время авиакомпания входит в число крупнейших лоу-кост авиакомпаний Таиланда, обслуживает значительное число внутренних маршрутов, использует самые современные модели Boeing 737.

## Флот

### Текущий флот

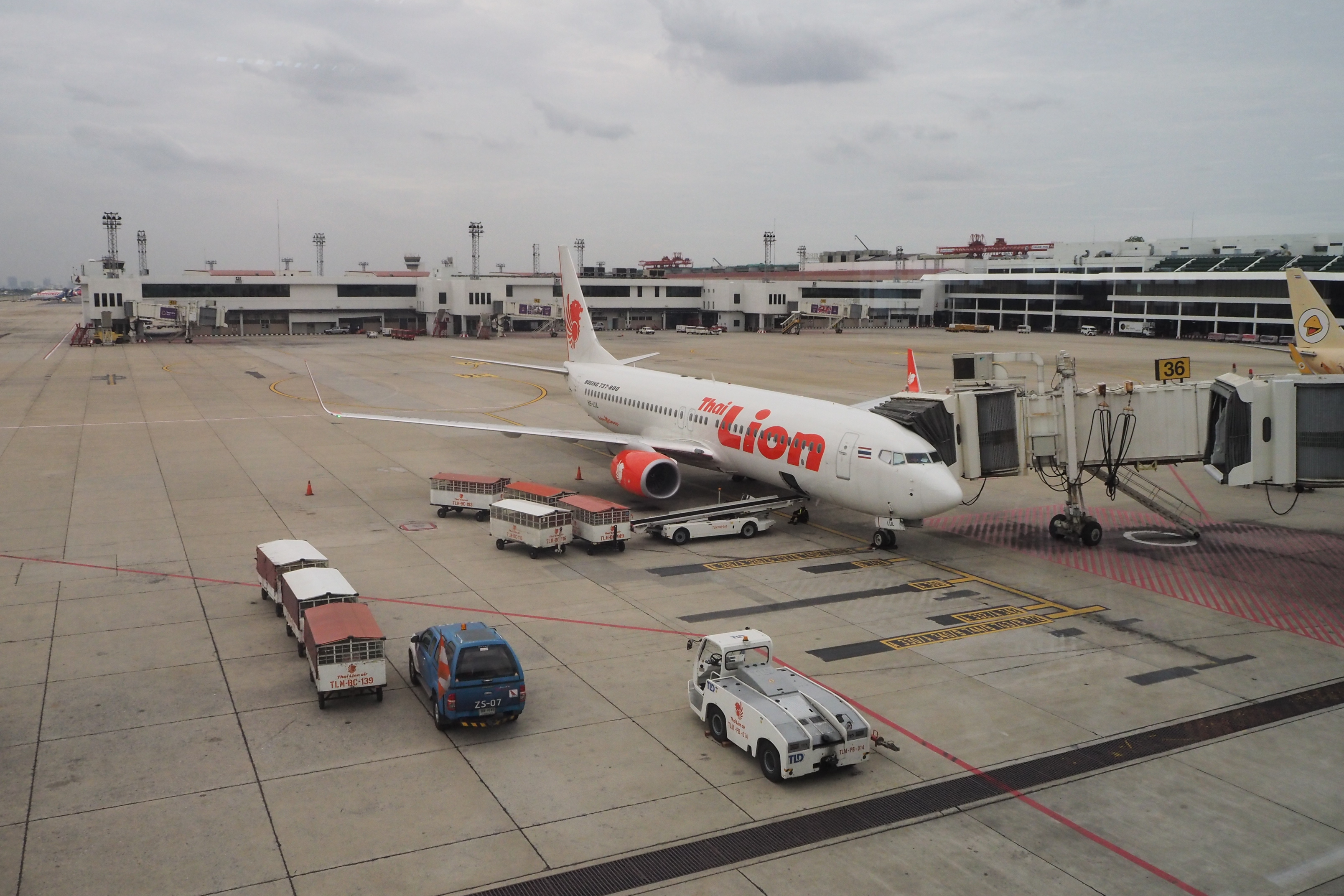
Thai Lion Air Boeing 737-800

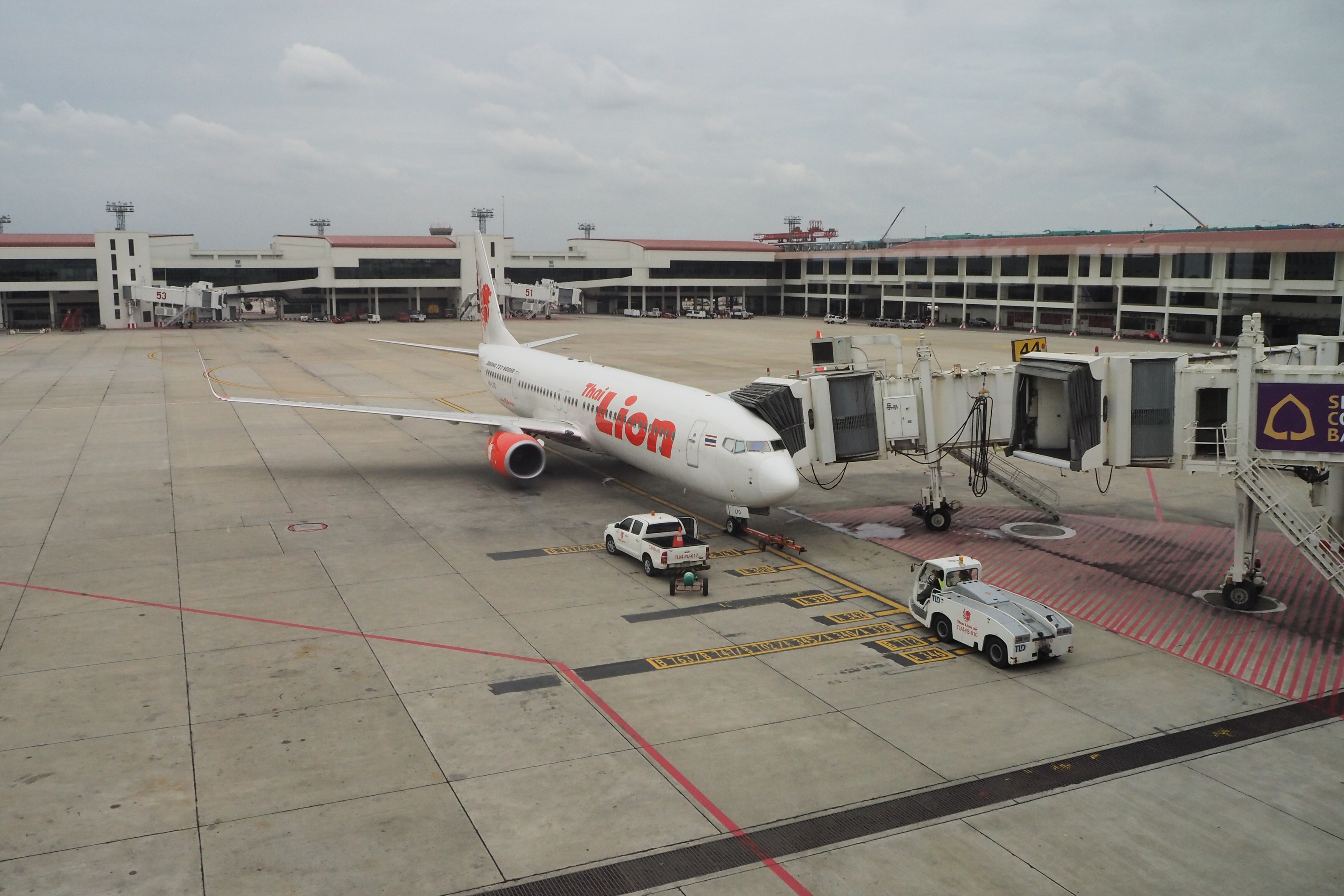
Thai Lion Air Boeing 737-900ER

Флот Thai Lion Air состоит из следующих воздушных судов:
| Самолет          | Эксплуатируется | Заказано | Число пассажиров | Примечания |  |
| ---------------- | --------------- | -------- | ---------------- | ---------- |  |
| Boeing 737-800   | 6               | —        | 189              |            |  |
| Boeing 737-900ER | 5               | —        | 209              |            |  |
| Boeing 737 MAX 9 | 3               | —        | 221              |            |  |
| Total            | 14              | —        |                  |            |  |

### Бывший флот
Следующие самолеты ранее эксплуатировались авиакомпанией:
| Самолет         | Всего | Ввод в эксплуатацию | Вывод из эксплуатации | Примечания                          |
| --------------- | ----- | ------------------- | --------------------- | ----------------------------------- |
| ATR 72-600      | 1     | 2014                | 2014                  |                                     |
| Airbus A330-300 | 3     | 2017                | 2020                  |                                     |
| Airbus A330-900 | 3     | 2019                | 2020                  | Возвращены материнской авиакомпании |

## Происшествия
- 20 августа 2014 года борт Boeing 737-900 Thai Lion Air с регистрационным номером HS-LTL выполнял рейс SL-8537 из Хат Яй в Бангкок, находясь в 130 км севернее Хат Яй — потерял сознание второй пилот. Капитан воздушного судна принял решение развернуть самолет для возврата в аэропорт Хат Яй, приземление самолета произошло 32 минуты спустя после инцидента. Второй пилот скончался до того, как был доставлен в больницу. Из-за возникшего инцидента задержка рейса составила 2 часа 15 минут[6].
- 10 апреля 2016 года борт Boeing 737-900 Thai Lion Air с регистрационным номером HS-LTM во время выполнения рейса SL-539 из Чианграя в Бангкок, в период набора высоты начал терять давление в кабине самолета. Экипаж самолета инициировал аварийную посадку, были выпущены пассажирские кислородные маски из-за разгерметизации. Самолет совершил аварийную посадку в аэропорту Чиангмая спустя 25 минут после разгерметизации. Двум пассажирам после посадки потребовалась медицинская помощь в связи с головокружением[7].
- 12 мая 2018 года борт Boeing 737-900 MAX с регистрационным номером HS-LSI выполнял рейс SL-515 по маршруту Чиангмай — Бангкок. Во время процесса взлета экипаж услышал два громких хлопка за бортом, в связи с чем было принято решение прекратить процесс взлета и начать аварийную посадку. Спустя 17 минут после инцидента самолет совершил успешную посадку в аэропорту города Чиангмай. После посадки было принято решение о замене воздушного судна. Суммарная задержка вылета составила 4 часа[8].
- 6 января 2020 года борт Boeing 737-900 с регистрационным номером HS-LTL совершил успешную посадку в аэропорту Ханоя, выполнив рейс Бангкок — Ханой. После приземления самолет освободил полосу 11R и находился в ожидании рулежки через полосу 11R. В это же время Airbus A321-200 Vietnam Airlines с регистрационным номером VN-A390, выполнявший рейс VN-1233 из Ханоя в Фукуок приготовился ко взлету с полосы 11R, о чем уведомил экипаж Thai Lion Air. Несмотря на это самолет продолжил движение и пересек полосу 11R в непосредственной близости от набиравшего скорость самолета Vietnam Airlines. Вьетнамский самолет был вынужден произвести замедление при взлете, с тем, чтобы уйти от потенциально возможного столкновения[9].